# Додж (округ, Вісконсин)
Шаблон:StateAbbr_ 43°25′ пн. ш. 88°43′ зх. д. / 43.42° пн. ш. 88.71° зх. д.
 Додж (англ. Dodge County) — округ (графство) у штаті Вісконсин. Ідентифікатор округу 55027.

## Історія
Округ утворений 1836 року.

## Демографія
За даними перепису
2000 року
загальне населення округу становило 85897 осіб, зокрема міського населення було 41042, а сільського — 44855.
Серед них чоловіків — 44942, а жінок — 40955. В окрузі було 31417 домогосподарств, 22313 родин, які мешкали в 33672 будинках.
Середній розмір родини становив 3,05.
Віковий розподіл населення поданий у таблиці:
| Стать    | До 15 років | 15-21 | 22-29 | 30-39 | 40-49 | 50-65 | 65-85 | Понад 85 |
| -------- | ----------- | ----- | ----- | ----- | ----- | ----- | ----- | -------- |
| Чоловіки | 8908        | 4445  | 4926  | 7659  | 7533  | 6380  | 4560  | 531      |
| Жінки    | 8285        | 3759  | 3437  | 6159  | 6348  | 6072  | 5616  | 1279     |

## Суміжні округи
- Фон-дю-Лак — північний схід
- Вашингтон — схід
- Вокеша — південний схід
- Джефферсон — південь
- Дейн — південний захід
- Колумбія — захід
- Ґрін-Лейк — північний захід

## Виноски
1. ↑  U.S. Decennial Census. United States Census Bureau. Архів оригіналу за 26 квітня 2015. Процитовано 4 серпня 2015.
2. ↑  Historical Census Browser. University of Virginia Library. Архів оригіналу за 1 вересня 2019. Процитовано 4 серпня 2015.
3. ↑  Forstall, Richard L., ред. (27 березня 1995). Population of Counties by Decennial Census: 1900 to 1990. United States Census Bureau. Архів оригіналу за 18 липня 2015. Процитовано 4 серпня 2015.
4. ↑  Census 2000 PHC-T-4. Ranking Tables for Counties: 1990 and 2000 (PDF). United States Census Bureau. 2 квітня 2001. Архів оригіналу (PDF) за 6 вересня 2019. Процитовано 4 серпня 2015.
5. ↑  State & County QuickFacts. United States Census Bureau. Архів оригіналу за 6 червня 2011. Процитовано 18 січня 2014.(англ.) Наведено за англійською вікіпедією.
6. ↑  American FactFinder. Бюро перепису населення США. Архів оригіналу за 21 травня 2008. Процитовано 31 січня 2008.

| США | Це незавершена стаття з географії США. Ви можете допомогти проєкту, виправивши або дописавши її. |